# Hofheim in Unterfranken
Hofheim in Unterfranken település Németországban, azon belül Bajorországban. Lakosainak száma 5203 fő (2023. december 31.).

## Népesség
A település népessége az elmúlt években az alábbi módon változott:
| Lakosok száma | 986  | 1836 | 2614 | 5007 | 5115 | 5094 | 5090 | 5126 | 5100 | 5203 |
|               | 1875 | 1950 | 1975 | 1987 | 2012 | 2014 | 2016 | 2017 | 2021 | 2023 |